# Puget-Théniers
Pour les articles homonymes, voir Puget (homonymie).
Puget-Théniers (So Puget Tenier dans la variété d'occitan locale, Poggetto Tenieri en italien) est une commune française située dans le département des Alpes-Maritimes en région Provence-Alpes-Côte d'Azur. Ses habitants sont appelés les Pugetois.
Jusqu'en 1860, le nom officiel en italien était « Poggetto Tenieri ».

## Géographie

### Localisation
Puget-Théniers est une cité méridionale ramassée au confluent de la Roudoule et du Var. Elle est située dans la moyenne vallée du Var, à environ 60 kilomètres de Nice.
Les communes limitrophes sont Entrevaux, Auvare, La Croix-sur-Roudoule, La Penne, Puget-Rostang, Rigaud et Touët-sur-Var.

### Géologie et relief
Le territoire de la commune s'étend entre 320 m et 1 450 m (à la cime du Gourdan).
La commune se compose de 31,68 hectares de territoires artificialisés (1,48 %), 58,30 hectares de territoires agricoles (2,73 %) et 2 044,49 hectares de forêts et milieux semi-naturels (95,81 %).
Espaces naturels :
- Trois zones naturelles d'intérêt écologique, faunistique et floristique (Znieff) :

Mont Vial - Montagne de Goudan - Pic de Chabran,
Le Var et ses principaux affluents,
Dôme de Barrot - Tête de la Colombière - Mont Mayola - La Roudoule.

### Hydrographie et les eaux souterraines
Cours d'eau traversant la commune :
- La commune est traversée d'ouest en est par le Var[7].
- Rivière la Roudoule,
- 5 ruisseaux.

### Climat
Pour des articles plus généraux, voir Climat de Provence-Alpes-Côte d'Azur et Climat des Alpes-Maritimes.
En 2010, le climat de la commune est de type climat méditerranéen altéré, selon une étude du Centre national de la recherche scientifique s'appuyant sur une série de données couvrant la période 1971-2000. En 2020, Météo-France publie une typologie des climats de la France métropolitaine dans laquelle la commune est exposée à un climat de montagne ou de marges de montagne et est dans la région climatique Var, Alpes-Maritimes, caractérisée par une pluviométrie abondante en automne et en hiver (250 à 300 mm en automne), un très bon ensoleillement en été (fraction d’insolation > 75 %), un hiver doux (8 °C) et peu de brouillards.
Pour la période 1971-2000, la température annuelle moyenne est de 12,6 °C, avec une amplitude thermique annuelle de 16,4 °C. Le cumul annuel moyen de précipitations est de 978 mm, avec 6 jours de précipitations en janvier et 4,7 jours en juillet. Pour la période 1991-2020, la température moyenne annuelle observée sur la station météorologique de Météo-France la plus proche, « Ascros », sur la commune d'Ascros à 10 km à vol d'oiseau, est de 10,8 °C et le cumul annuel moyen de précipitations est de 930,1 mm. 
La température maximale relevée sur cette station est de 34,4 °C, atteinte le 18 juillet 2023 ; la température minimale est de −10,7 °C, atteinte le 28 février 2018,,.
Les paramètres climatiques de la commune ont été estimés pour le milieu du siècle (2041-2070) selon différents scénarios d'émission de gaz à effet de serre à partir des nouvelles projections climatiques de référence DRIAS-2020. Ils sont consultables sur un site dédié publié par Météo-France en novembre 2022.

## Urbanisme
La commune dispose d'un plan local d'urbanisme.

### Typologie
Au 1er janvier 2024, Puget-Théniers est catégorisée bourg rural, selon la nouvelle grille communale de densité à 7 niveaux définie par l'Insee en 2022.
Elle est située hors unité urbaine. Par ailleurs la commune fait partie de l'aire d'attraction de Nice, dont elle est une commune de la couronne,. Cette aire, qui regroupe 100 communes, est catégorisée dans les aires de 200 000 à moins de 700 000 habitants,.

### Occupation des sols
L'occupation des sols de la commune, telle qu'elle ressort de la base de données européenne d’occupation biophysique des sols Corine Land Cover (CLC), est marquée par l'importance des forêts et milieux semi-naturels (95,8 % en 2018), une proportion identique à celle de 1990 (95,8 %). La répartition détaillée en 2018 est la suivante : 
forêts (68,9 %), milieux à végétation arbustive et/ou herbacée (16,6 %), espaces ouverts, sans ou avec peu de végétation (10,2 %), zones agricoles hétérogènes (2,7 %), zones urbanisées (1,5 %).
L'évolution de l’occupation des sols de la commune et de ses infrastructures peut être observée sur les différentes représentations cartographiques du territoire : la carte de Cassini (XVIIIe siècle), la carte d'état-major (1820-1866) et les cartes ou photos aériennes de l'IGN pour la période actuelle (1950 à aujourd'hui).

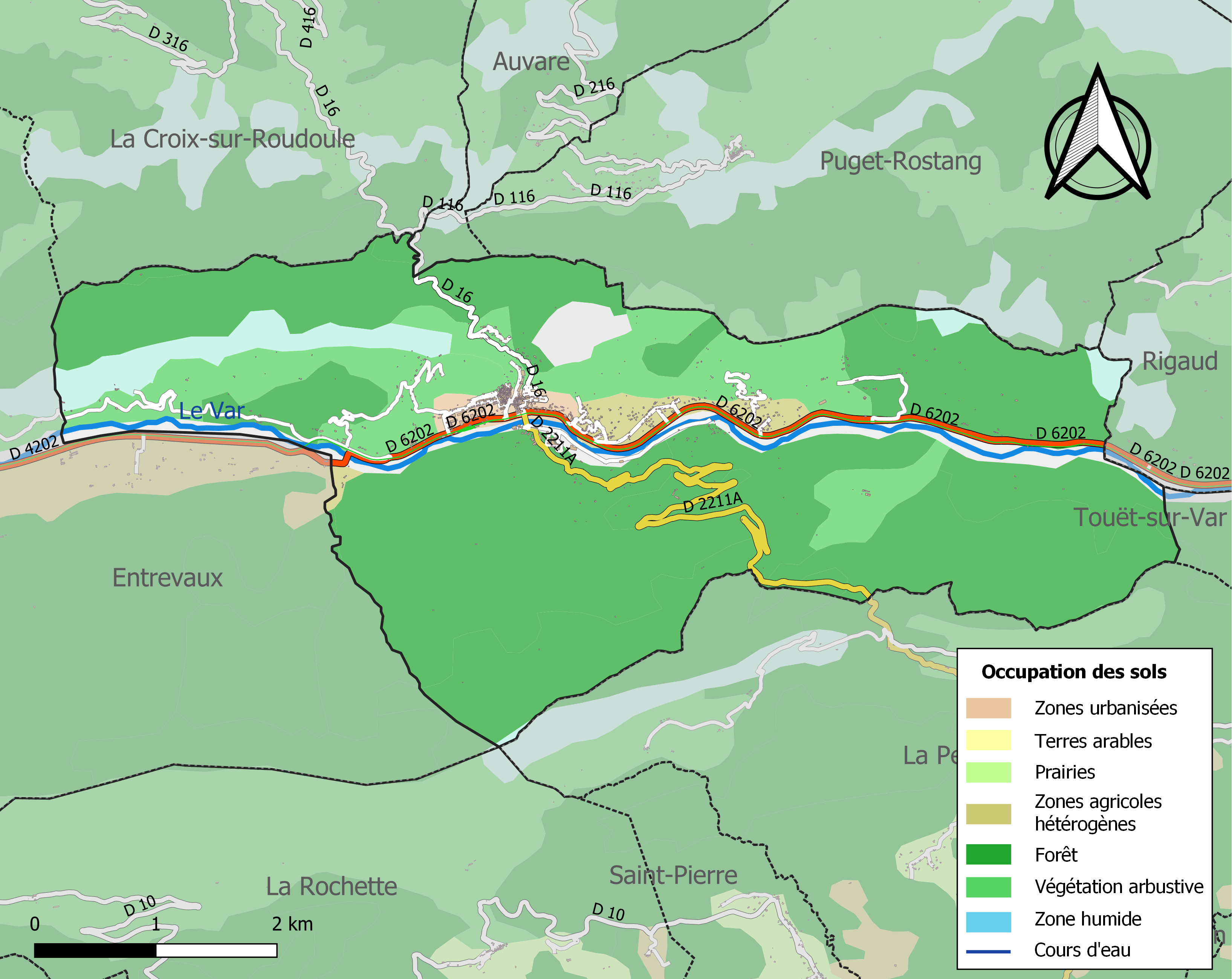
Carte de l'occupation des sols de la commune en 2018 (CLC).

### Voies de communications et transports

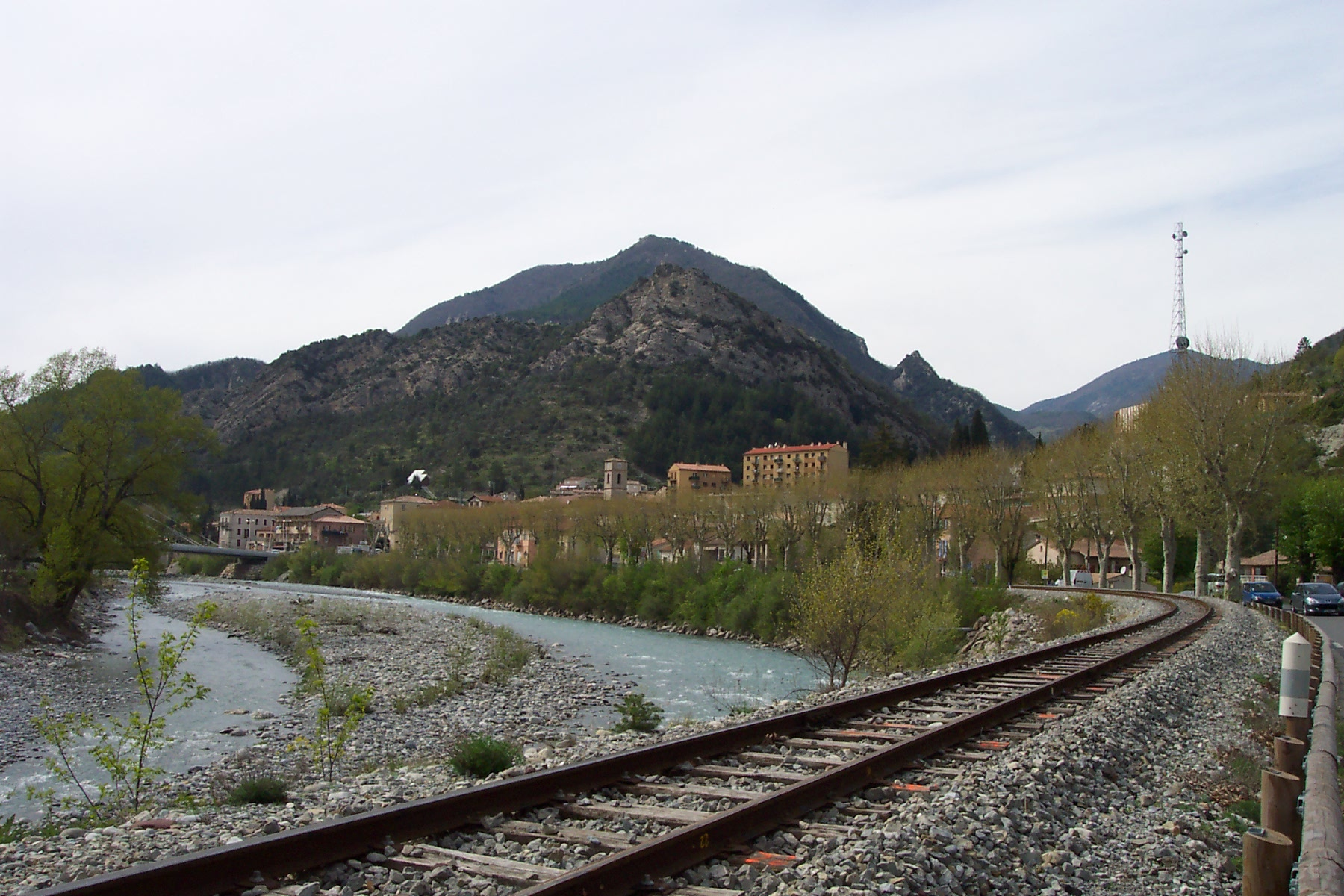
La route en venant de Nice et la voie de chemin de fer
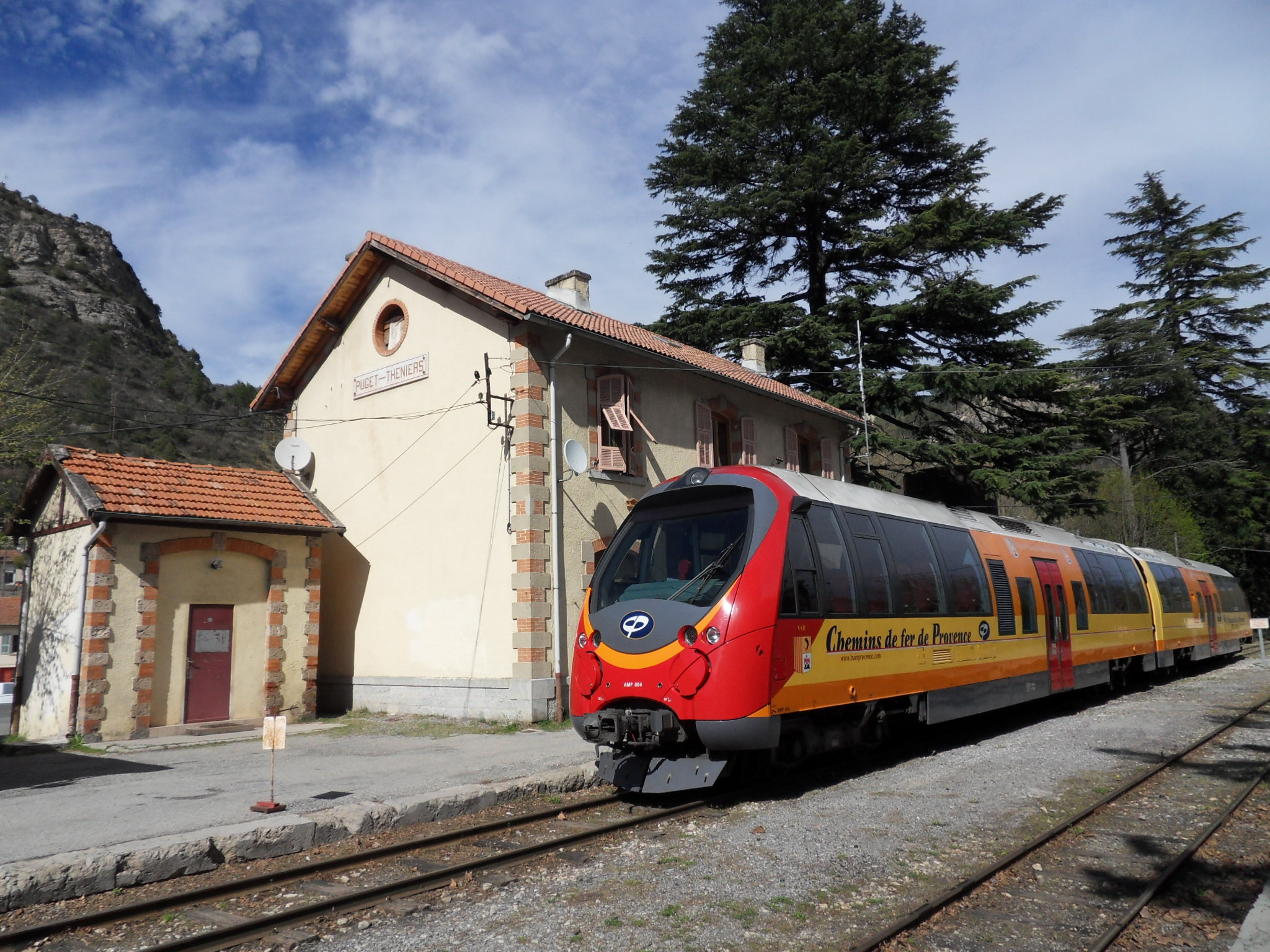
La gare des Chemins de fer de Provence, sur la Ligne de Nice à Digne
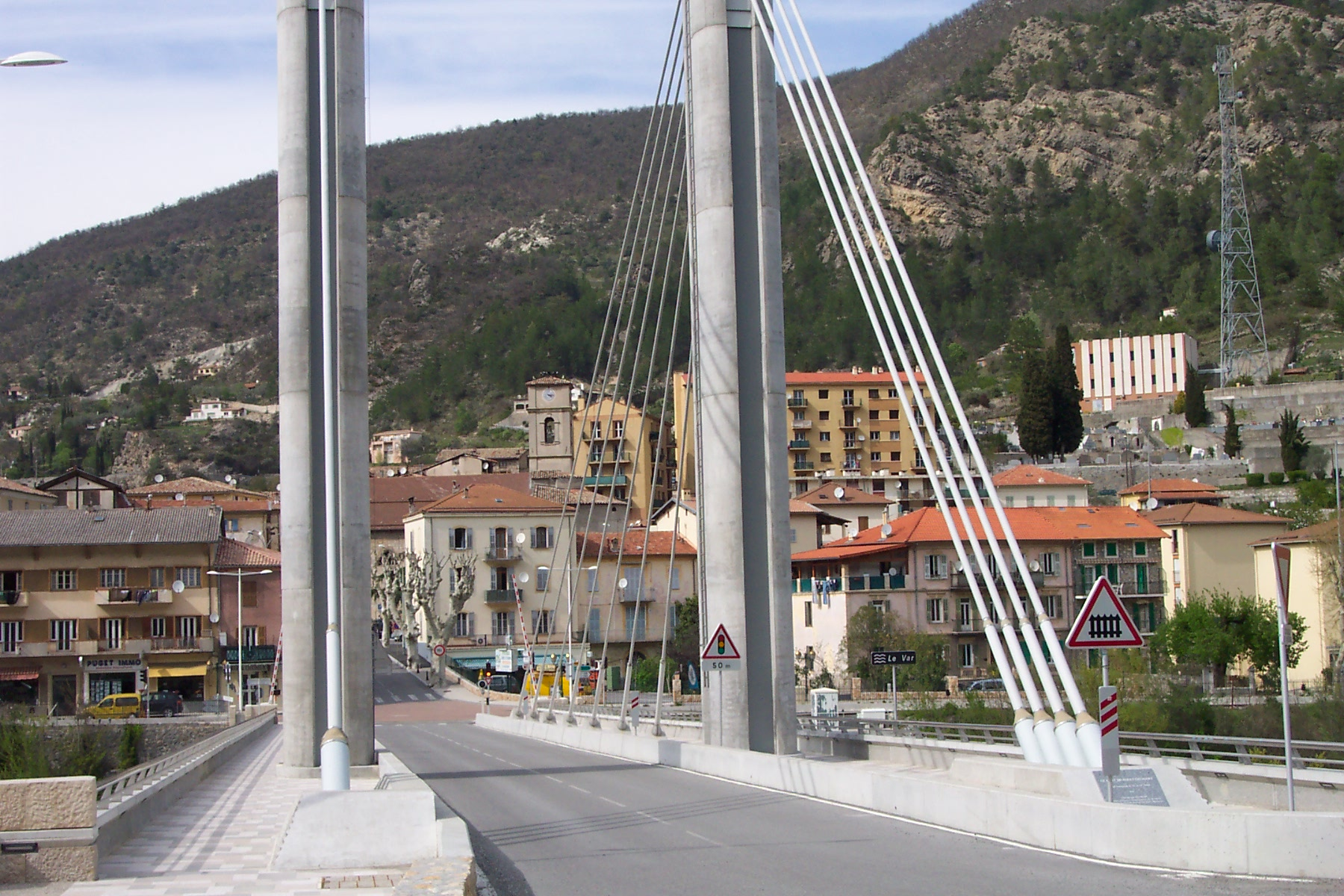
Le nouveau pont sur le Var

#### Voies routières
Commune desservie par la route nationale 202.

#### Transports en commun
Transport en Provence-Alpes-Côte d'Azur
- Lignes d'Azur, réseau de la Région Sud Provence Alpes Côte d’Azur[21].
- Liaison par la ligne Nice-Digne qui assure 4 navettes par jour.
- Le train des Pignes[Lequel ?] à vapeur[22].

### Risques majeurs

#### Sismicité
Commune située dans une zone de sismicité moyenne.

## Toponymie
Attestée sous la forme Pogit au XIe siècle de pogittum (« petit podium »).

Qualifiée en latin médiéval de Pugetum Tenearum en 1346 , la ville se voit alternativement appelée lo puget de tenias en dialecte local et poggetto en italien, avant de se fixer sous la forme actuelle Puget-Théniers.
Selon Charles Jacquet, les deux éléments du nom désignent :
- l’un, une petite montagne, sous la forme d’un diminutif de puy : le puget ;
- l’autre, le fleuve Var : le cours moyen de celui-ci était en effet appelé Tinée, comme son affluent, au Moyen Âge.
- Selon Charles Jacquet, dans son livre  "Puget-Théniers Moult Noble cité et ancienne" (page 2), le nom viendrait de: Podium Tinearum (tertre ou Plateau des Ectini)

Les Ectini étaient le peuple qui vivait en ces lieux, on retrouve ce nom inscrit sur le trophée de la Turbie.

## Histoire

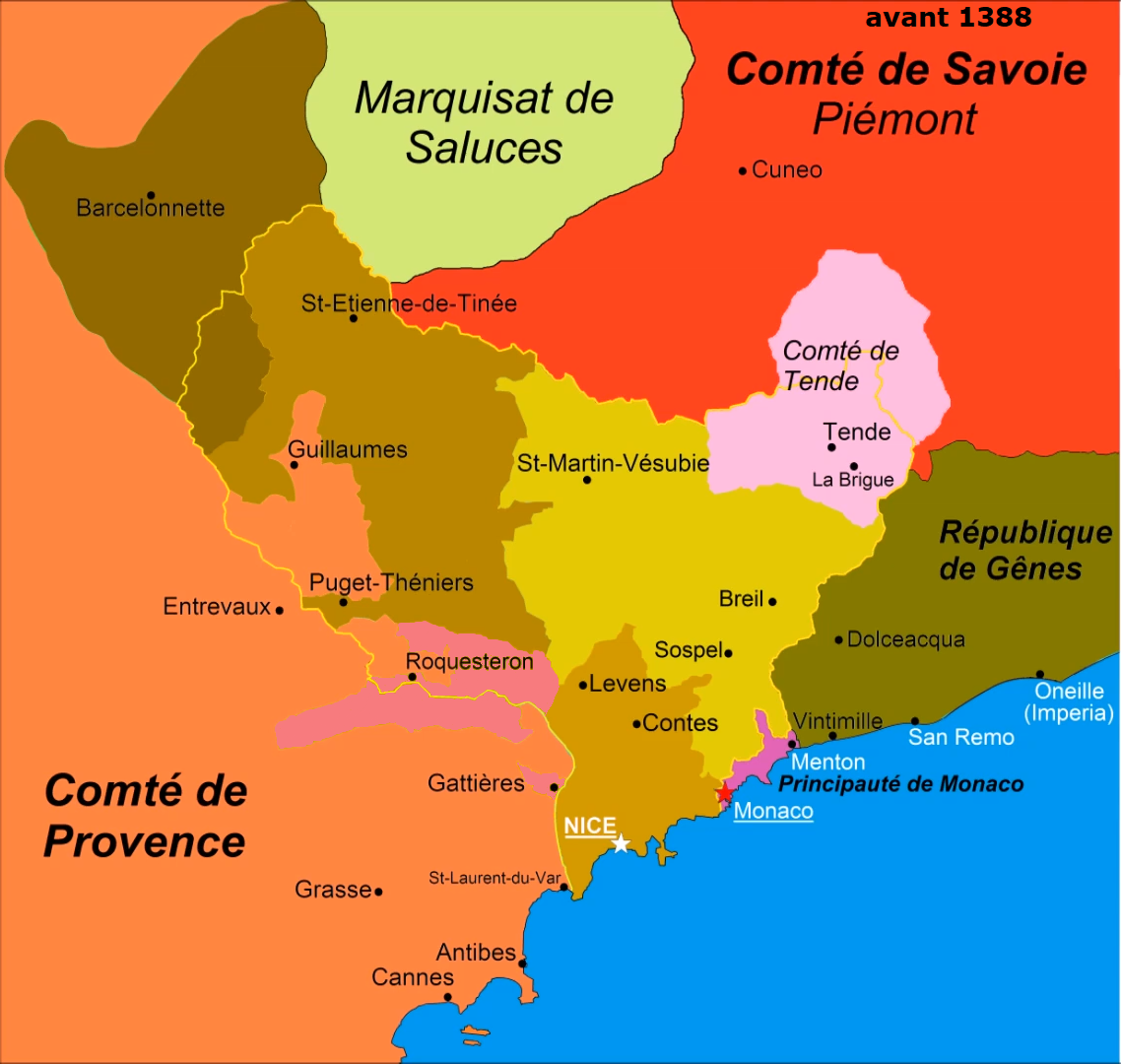
Les territoires au moment de la dédition de Nice à la Savoie en 1388
viguerie de Nice
val de Lantosque
viguerie de Puget-Théniers
viguerie de Barcelonnette
baillie de Villeneuve

La position stratégique sur le passage du Var place Puget-Théniers au coeur des affrontements armés entre le royaume de France et le Saint-Empire. Elle lui est aussi bénéfique, puisqu'une foire et un péage y étaient établis. La peste n'a pas épargné ce bourg rural, qui perdit un tiers de sa population lors de la première vague de « peste noire » au milieu du XIVe siècle.
Guillaume de Puget, viguier d'Avignon (1347-48), vice-sénéchal de Provence (1353) et chevalier, fut co-seigneur de Puget-Théniers, seigneur de Figanières, de Bargemon, Flayosc, etc. Il fut conseiller et chambellan de la reine Jeanne, qu'il suivit de Provence à Naples. Il eut au moins deux fils, Guillaume et Honorat, coseigneurs de Figanières. Manuel de Puget (?-av.1384), viguier-capitaine de Nice (1374) puis viguier d'Arles (1374-1384), fut chevalier, co-seigneur de Puget-Théniers et Figanières, seigneur de Bargemon ; il fut conseiller de la reine en 1350. Il fut assassiné avant le 1er août 1384, alors qu'il était viguier d'Arles, par Bertrand Sanneri d'Arles. La mort de la reine Jeanne Ire ouvre une crise de succession à la tête du comté de Provence, les villes de l’Union d'Aix (1382-1387) soutenant Charles de Duras contre Louis Ier d'Anjou. La communauté soutient les Duras jusqu’en 1386, puis change de camp pour rejoindre les Angevins grâce aux négociations patientes de Marie de Blois, veuve de Louis Ier et régente de leur fils Louis II. La reddition d’Aix a également pu jouer un rôle dans le retournement de la communauté.
La baillie de Puget-Théniers avait sous son autorité la vallée de la Tinée et le cours moyen du Var, lui aussi appelé Tinée à cet endroit. Elle est érigée en viguerie en 1379 et surnommée viguerie des deux Tinées. Elle fait partie du comté de Provence jusqu'à la dédition de 1388, par laquelle la rive gauche de la vallée se met sous la protection du comte de Savoie. Puget-Théniers fut alors inféodé au puissant Jean Grimaldi, baron de Beuil et instigateur du transfert de suzeraineté. Cette branche de la Maison des Grimaldi, les Grimaldi de Bueil, perdit Puget-Théniers à la suite de l'une de ses nombreuses rébellions contre la Maison de Savoie.
Dès lors, Puget-Théniers devint domaine de la Maison de Savoie, avant d'être élevé au rang de comté pour être inféodé au comte Nicolas Grimaldi. Un descendant du rameau des Grimaldi d'Antibes, Nicolas Grimaldi, reçut l'investiture de Puget-Théniers des mains du duc Victor Amédée de Savoie en 1704.
Comme la plus grande partie du comté de Nice, Puget-Théniers fut un foyer contre-révolutionnaire jusqu'à la Restauration, qui rétablit le roi de Sardaigne dans ses droits. Les nombreux changements de frontières à travers les âges ont profondément influencé Puget-Théniers et la vallée du Var, tant au plan de l'identité, qu'à celui de l'administration.
Le dernier changement en date fut mené en 1860 par Napoléon III, en compensation de son intervention dans la guerre d'indépendance de l'Italie. Il devait durablement rattacher Puget-Théniers à la France. En dépit d'une résistance initiale des autorités, la révolution industrielle et son chemin de fer pénétrèrent également la vallée. Trente ans plus tard, le « train des Pignes » apportait une nouvelle prospérité.
Puget-Théniers fut une sous-préfecture des Alpes-Maritimes de 1860 à 1926. C'était alors l'une des sous-préfectures les moins peuplées de France. Depuis, si son importance administrative a quelque peu diminué, Puget-Théniers reste un centre commercial assez actif.
À la suite du redécoupage cantonal de 2014, Puget-Théniers n’est plus chef-lieu de canton et a été rattaché au canton de Vence.

## Politique et administration

### Liste des maires
| Période                                  | Période  | Identité          | Étiquette | Qualité                                                               |
| ---------------------------------------- | -------- | ----------------- | --------- | --------------------------------------------------------------------- |
| Les données manquantes sont à compléter. |          |                   |           |                                                                       |
| 1919                                     | 1945     | François Boyer    |           |                                                                       |
| 1945                                     | 1947     | Charles Isnardy   |           |                                                                       |
| 1947                                     | 1977     | Jean Bailet       |           |                                                                       |
| 1977                                     | 1995     | Gilbert Laugier   | PS        |                                                                       |
| 1995                                     | 2020     | Robert Velay      | UMP-LR    | Commerçant Conseiller général du canton de Puget-Théniers (1992-2015) |
| 2020                                     | En cours | Pierre Corporandy | LR        | Président de l'Association des maires ruraux des Alpes-Maritimes      |

### Budget et fiscalité 2023

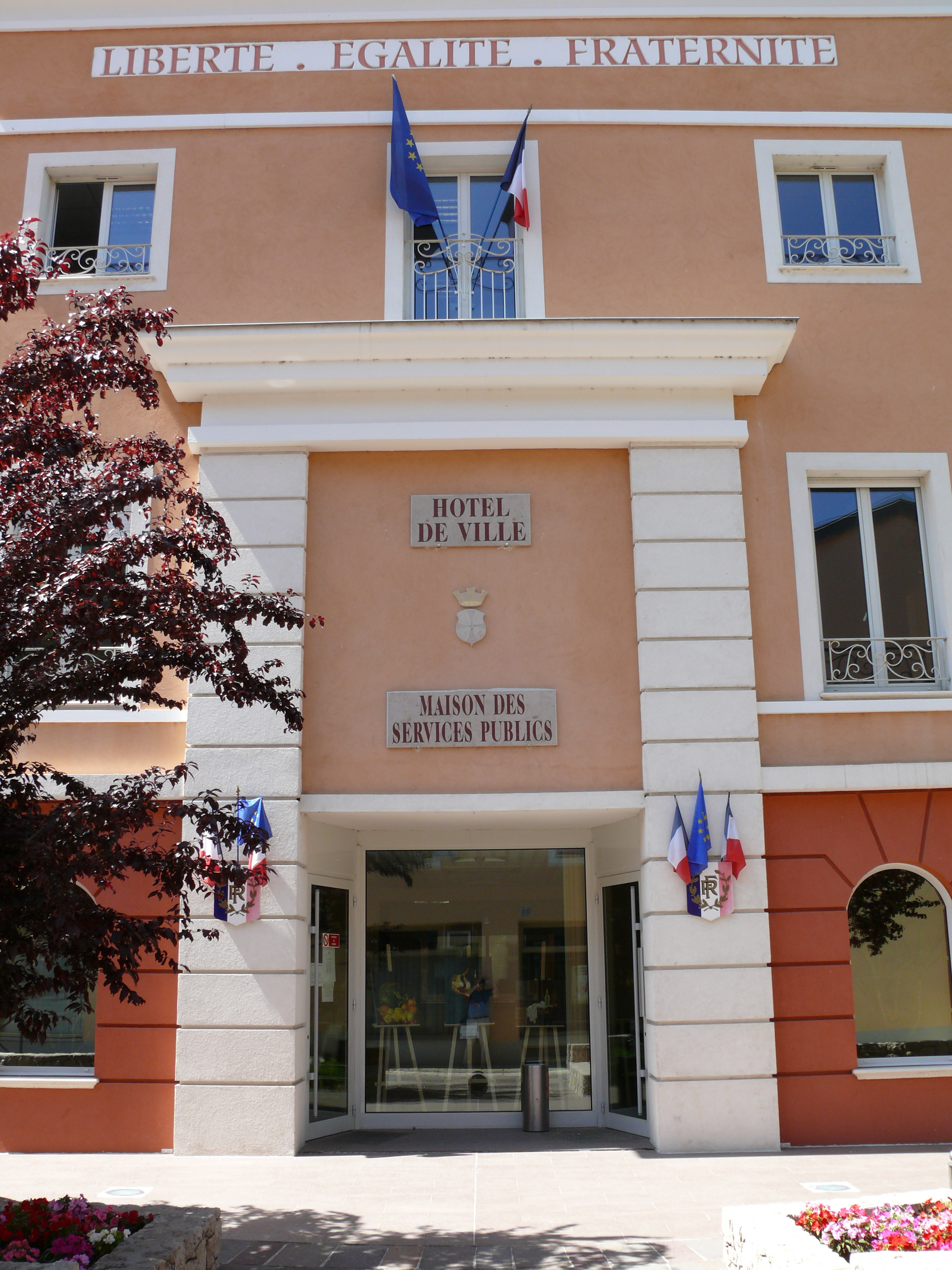
Hôtel de ville et Maison des services publics.

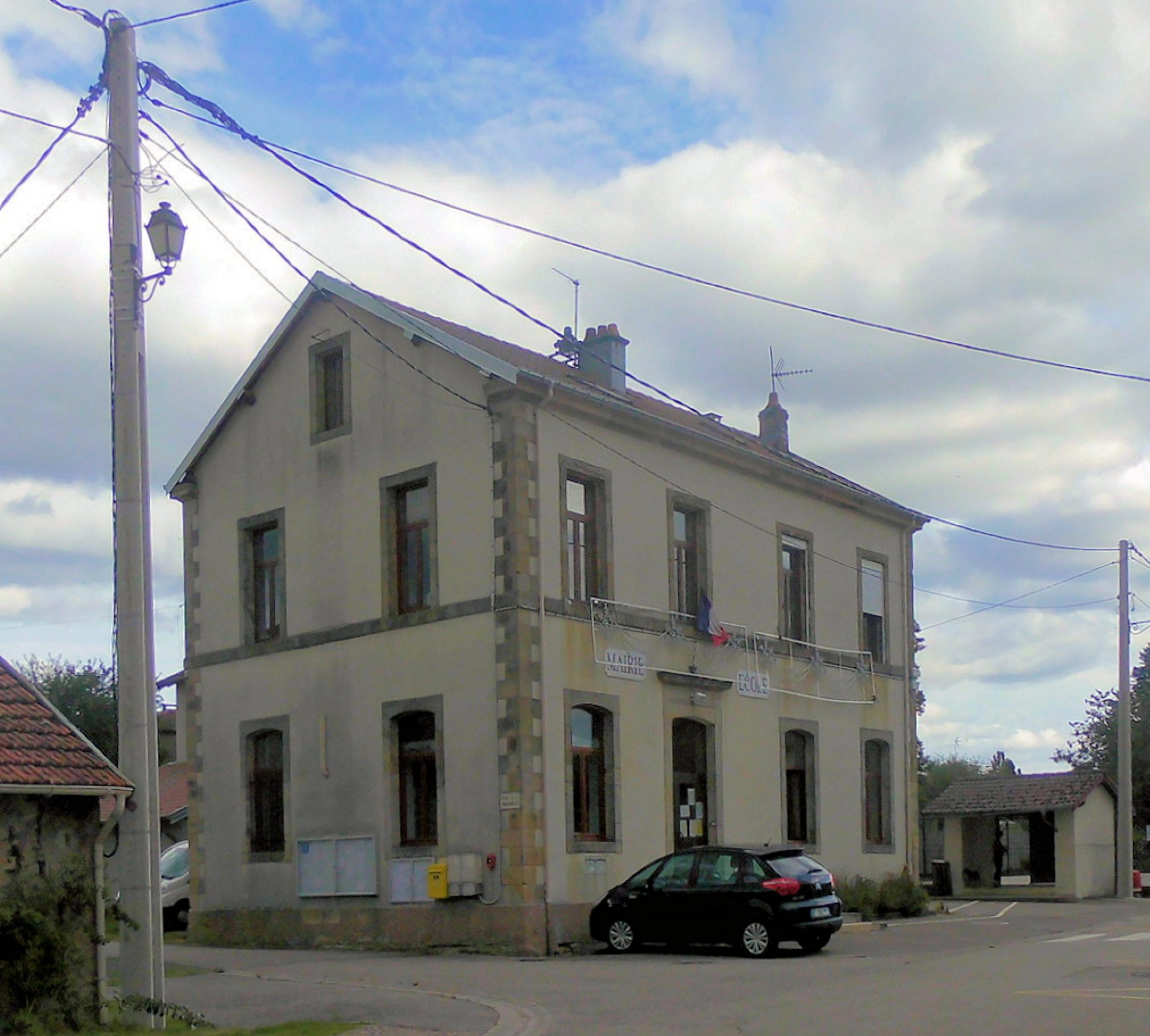
La mairie-école.

En 2023, le budget de la commune était constitué ainsi :
- total des produits de fonctionnement : 2 048 000 €, soit 1 074 € par habitant ;
- total des charges de fonctionnement : 1 822 000 €, soit 956 € par habitant ;
- total des ressources d'investissement : 957 000 €, soit 397 € par habitant ;
- total des emplois d'investissement : 710 000 €, soit 372 € par habitant ;
- endettement : 58 000 €, soit 30 € par habitant.

Avec les taux de fiscalité suivants :
- taxe d'habitation : 18,09 % ;
- taxe foncière sur les propriétés bâties : 24,97 % ;
- taxe foncière sur les propriétés non bâties : 35,19 % ;
- taxe additionnelle à la taxe foncière sur les propriétés non bâties : 0,00 % ;
- cotisation foncière des entreprises : 0,00 %.

Chiffres clés Revenus et pauvreté des ménages en 2021 : médiane en 2021 du revenu disponible, par unité de consommation : 21 230 €.

## Population et société

### Démographie

#### Évolution démographique
L'évolution du nombre d'habitants est connue à travers les recensements de la population effectués dans la commune depuis 1793. Pour les communes de moins de 10 000 habitants, une enquête de recensement portant sur toute la population est réalisée tous les cinq ans, les populations de référence des années intermédiaires étant quant à elles estimées par interpolation ou extrapolation. Pour la commune, le premier recensement exhaustif entrant dans le cadre du nouveau dispositif a été réalisé en 2004.

En 2022, la commune comptait 1 803 habitants, en évolution de −5,11 % par rapport à 2016 (Alpes-Maritimes : +2,85 %, France hors Mayotte : +2,11 %).
| 1793 | 1800 | 1806  | 1822  | 1838  | 1848  | 1858  | 1861  | 1866  |
| ---- | ---- | ----- | ----- | ----- | ----- | ----- | ----- | ----- |
| 800  | 914  | 1 011 | 1 053 | 1 168 | 1 195 | 1 077 | 1 304 | 1 289 |

| 1872  | 1876  | 1881  | 1886  | 1891  | 1896  | 1901  | 1906  | 1911  |
| ----- | ----- | ----- | ----- | ----- | ----- | ----- | ----- | ----- |
| 1 222 | 1 403 | 1 426 | 1 215 | 1 571 | 1 224 | 1 337 | 1 383 | 1 166 |

| 1921  | 1926  | 1931  | 1936  | 1946  | 1954  | 1962  | 1968  | 1975  |
| ----- | ----- | ----- | ----- | ----- | ----- | ----- | ----- | ----- |
| 1 252 | 1 261 | 1 279 | 1 271 | 1 105 | 1 089 | 1 415 | 1 488 | 1 438 |

| 1982  | 1990  | 1999  | 2004  | 2006  | 2009  | 2014  | 2019  | 2022  |
| ----- | ----- | ----- | ----- | ----- | ----- | ----- | ----- | ----- |
| 1 446 | 1 703 | 1 533 | 1 796 | 1 836 | 1 815 | 1 883 | 1 840 | 1 803 |

### Enseignement
Établissements d'enseignements :
- École maternelle,
- École primaire,
- Collège,
- Lycée à Valdeblore.
- Campus connecté

### Santé
Professionnels et établissements de santé :
- Médecins, kinésithérapeutes, dentistes
- Pharmacie
- Hôpital (EHPAD)

### Cultes
- Culte catholique, Paroisse Notre-Dame du Var[44] Diocèse de Nice.

## Économie

### Entreprises et commerces

#### Agriculture
- Agriculture et sylviculture.
- Élevages.

#### Tourisme
- Restaurant.
- Gîtes[45].
- Camping[46].

#### Commerces
- Commerces et services de proximité[47].
- Un abattoir est présent sur la commune qui le finance à hauteur de 5 %.

## Culture locale et patrimoine

### Lieux et monuments

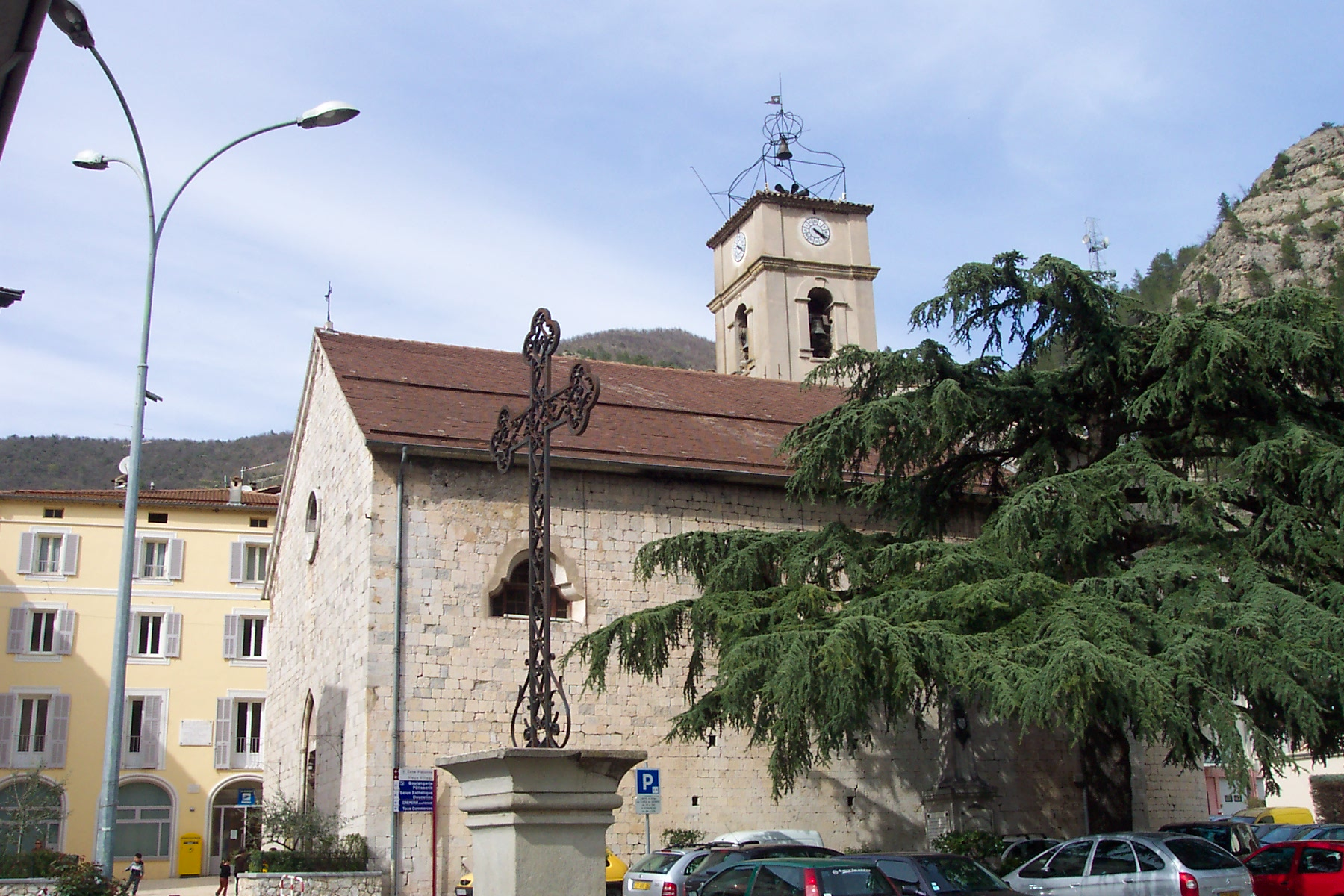
La place de l'église
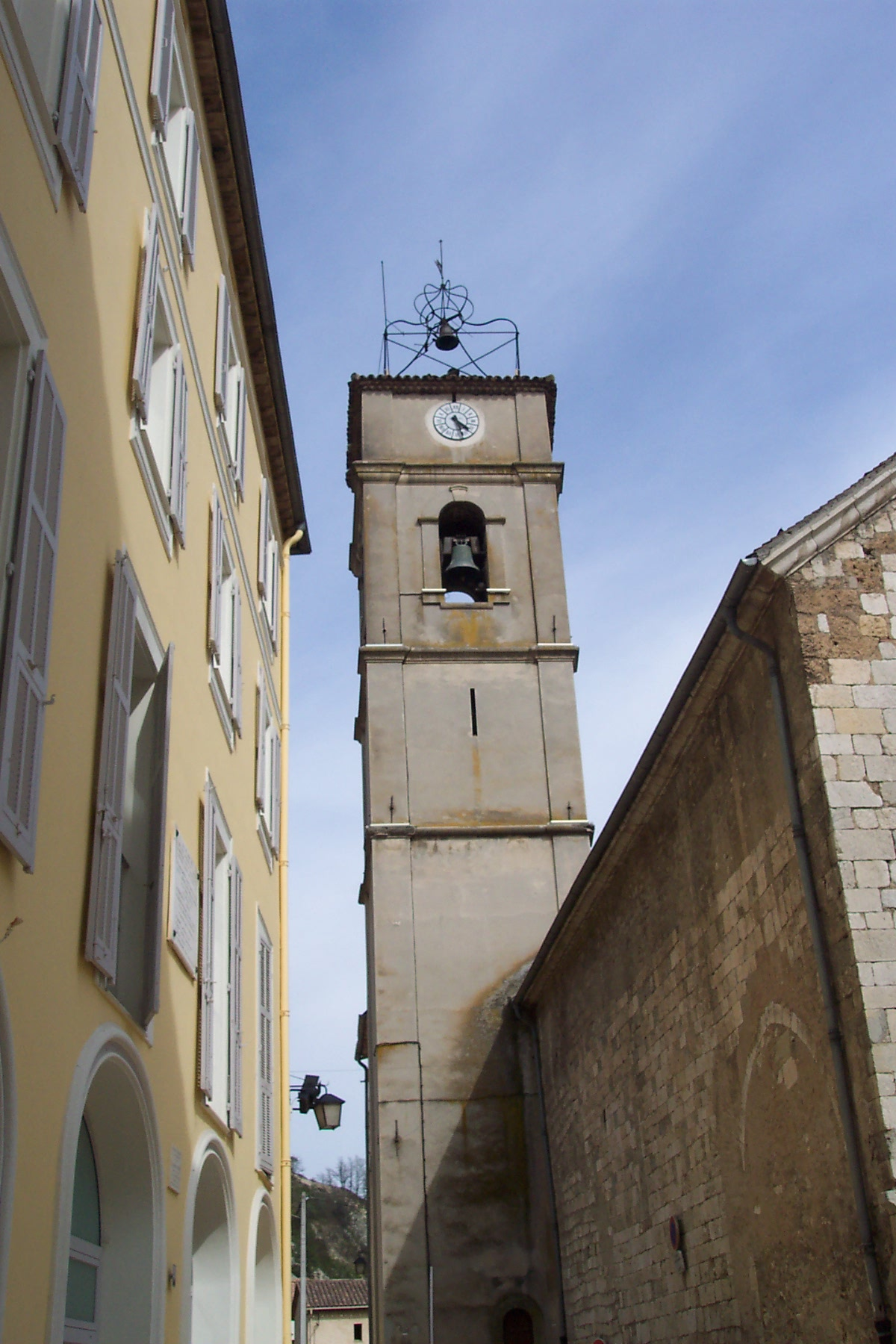
Le clocher
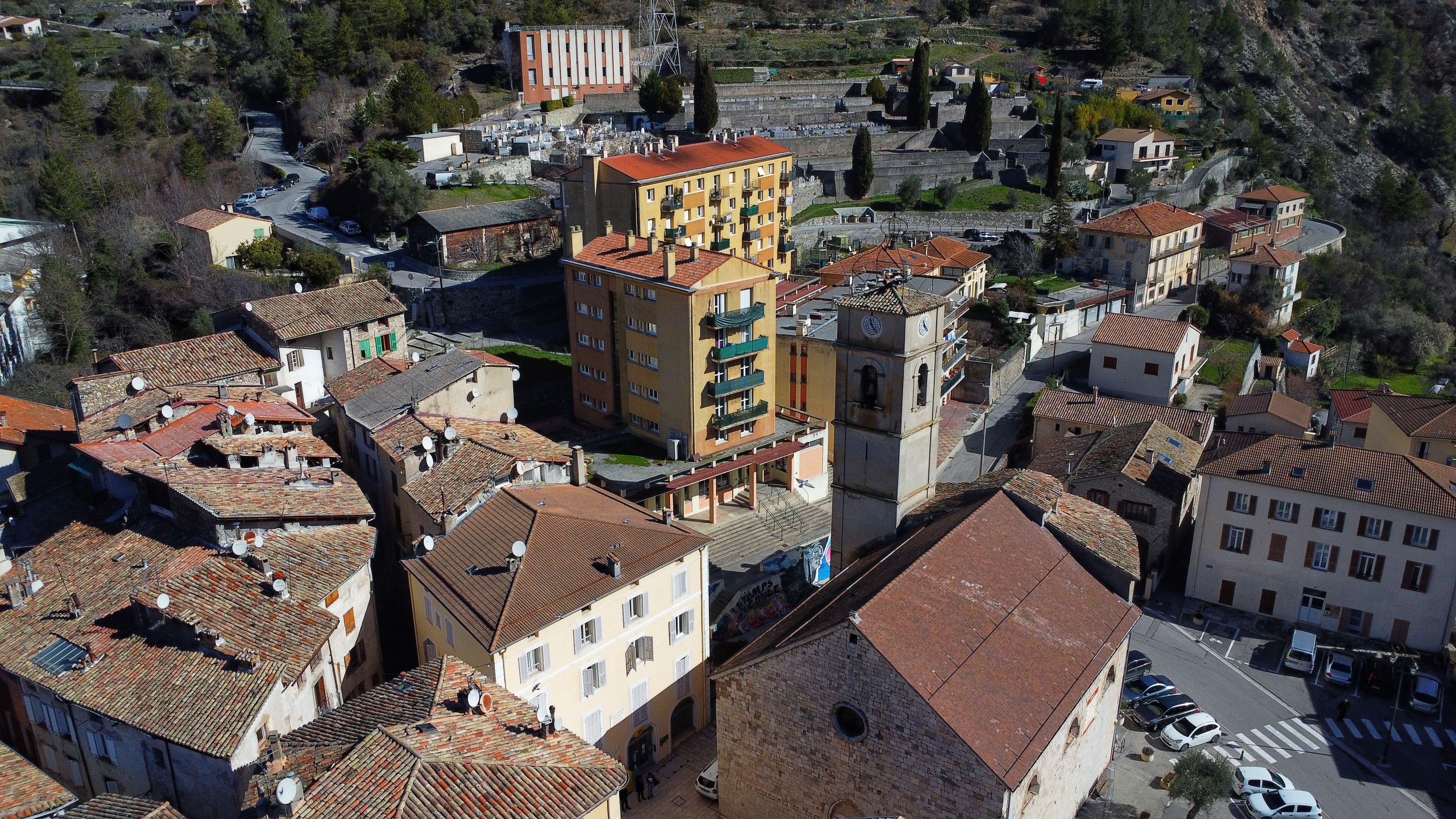
Vue aérienne du clocher
Intérieur de l'église

#### Église Notre-Dame-de-l'Assomption
L'église Notre-Dame-de-l'Assomption a été construite au XIIIe siècle. Elle renferme de nombreuses œuvres d'art dont certaines sont exceptionnelles. À noter en particulier les groupes sculptés en bois verni (XVIe siècle) du premier autel latéral à gauche, qui représente de bas en haut : la Mise au tombeau, la Vierge quittant le calvaire, la Résurrection, attribué à Mathieu d'Anvers. Le retable primitif (1525) visible derrière le maître-autel est attribué à Antoine Ronzen. Les peintures du chœur et de la voûte ont été terminées le 26 novembre 1888 par le peintre tessinois L. Adami. Une partie du mobilier provient du couvent des Augustins qui a été supprimé en 1783.

#### Chapelle Sainte-Croix des Pénitents Blancs
La chapelle Sainte-Croix des Pénitents Blancs date du XVIe siècle. Située à la rue Lucien-Viborel, elle a été restaurée. C'est la seule chapelle subsistante des huit chapelles primitives. Elle possède un tableau représentant la Transfiguration, daté de 1620 et réalisé pour la confrérie du Saint-Sauveur sous le rectorat de Pierre de Millia et de Thomas Raynaud,.

#### Autres édifices religieux
- Chapelle N-D de La Roudoule[54].
- Ancien Couvent des Augustins. Il se trouvait à l'emplacement des no 2-4-6 rue Papon.

#### Autres lieux et monuments
- Fresque de la médiathèque[55].

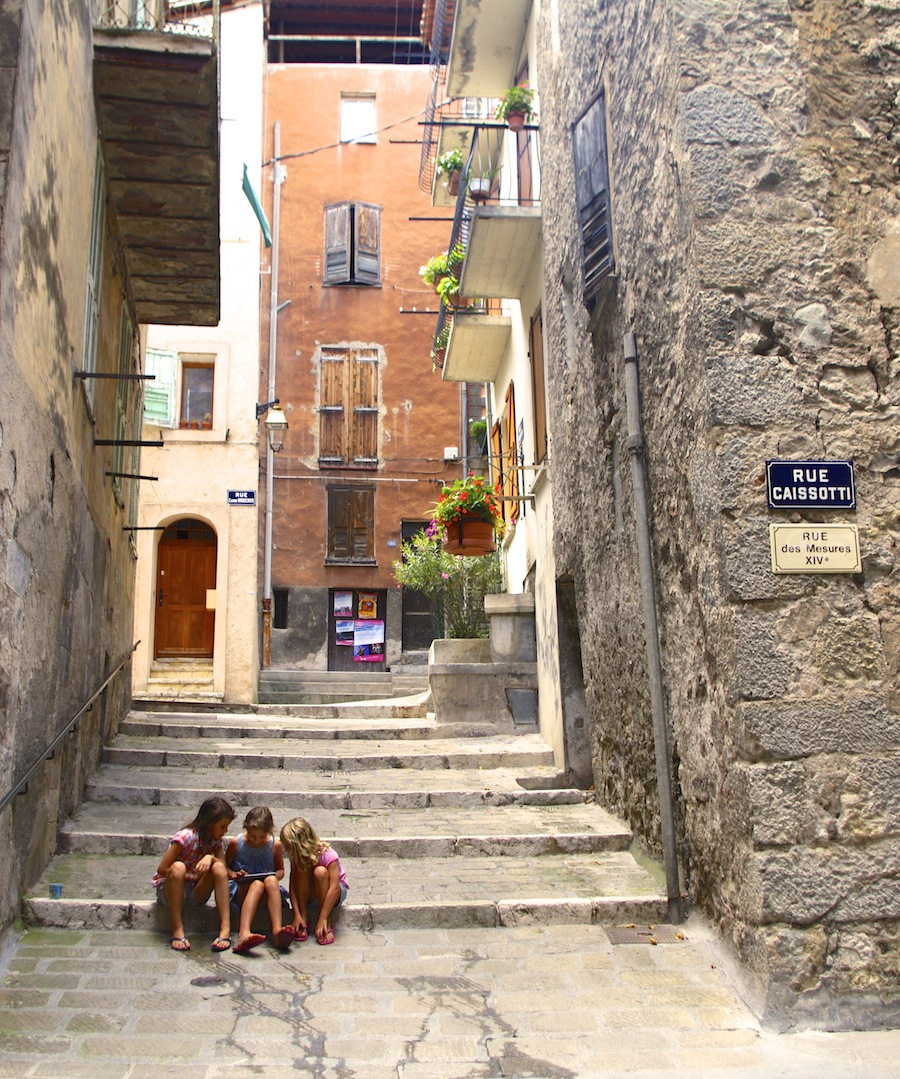
Ruelle en escalier de Puget-Théniers

- Porche de l'ancien couvent de templiers, rue Papon.
- Ruines du château au-dessus de la ville avec la base du donjon XIIe siècle et les vestiges de l'enceinte[56].
- Maisons anciennes à loggias rapportées et pans de bois rue Casimir-Brouchier[57], maisons à granges-auvents, portes médiévales, insignes de maîtrise gravés sur les linteaux rue Papon[58].
- Ancienne sous-préfecture XIXe siècle.
- Maison natale de Louis-Auguste Blanqui.
- Maison natale de Jean-Pierre Papon au no 14 rue Papon.
- Maison Barety, au no 8 rue Papon.
- Maison Renaissance, datée de 1569, à l'angle de la rue Papon et de la rue Centrale.
- Hôtel de l'ancienne sous-préfecture, rue du 4-Septembre[59].
- Ancien tribunal de grande instance, place Casimir-Brouchier[60].
- Buste du XIXe siècle de Jean-Pierre Papon, de 7 m de haut.
- La statue L'Action enchaînée, également appelée La liberté enchaînée de 1908 : œuvre du sculpteur Aristide Maillol, en hommage à Auguste Blanqui[61], célèbre leader socialiste de la fin du XIXe siècle et enfant du pays. Une réplique de cette statue (et non l'inverse) se trouve dans le Jardin des Tuileries à Paris.
- Anneaux qui portaient les chaînes servant à fermer l'ancien ghetto, rue Judaïque.
- Inscriptions XVIe siècle au quartier de la Haute Coste.
- Fontaine, place Adolphe-Conil.
- Four communal

### Personnalités liées à la commune
- Alexandre Baréty (1844-1918), médecin, historien et homme politique, né à Puget-Théniers.
- Jean Dominique Blanqui (1757-1832), homme politique, premier sous-préfet de Puget-Théniers en 1800.
- Louis Auguste Blanqui (1805-1881), révolutionnaire anarchiste, né à Puget-Théniers.
- Jean-Pierre Papon (1734-1803), abbé, oratorien et historien, né à Puget-Théniers.
- Auguste Riboty (1816-1892), amiral sarde puis italien, né à Puget-Théniers.
- Aimé Teisseire (1914-2008), officier du Régiment de marche du Tchad, Compagnon de la Libération

### Héraldique
| Blason de Puget-Théniers | De gueules à la croix pattée d'argent À droite : Détail décoratif du palais des ducs de Savoie à Nice, de gauche à droite : armes de Grasse (sous-préfecture), de Nice (préfecture), et de Puget-Théniers (ancienne sous-préfecture) — noter l’émail du fond pour cette dernière ville tel qu’il apparaît aujourd’hui. |  |